# Scopula coenosaria
Scopula coenosaria là một loài bướm đêm trong họ Geometridae.